# Nitrure de strontium
Le nitrure de strontium est un composé chimique de formule N2Sr3. C'est un solide noir qui réagit violemment avec l'eau pour former de l'hydroxyde de strontium Sr(OH)2 en libérant de l'ammoniac NH3 :
Sr3N2 + 6 H2O ⟶ 3 Sr(OH)2 + 2 NH3↑.
Il peut être obtenu en faisant réagir de l'azote N2 avec du strontium Sr ainsi qu'en faisant brûler du strontium dans l'air.
Outre le nitrure de strontium N2Sr3, il existe également le subnitrure Sr2N,.